# 愛你無限大
《愛你無限大》（日语：ギガアイシテル）是池田貴史的單曲。於2020年9月11日推出。此歌曲亦是動畫電影《蠟筆小新：激戰！塗鴉王國與差不多四勇者》的主題曲。

## 延遲推出
該歌曲原定於2020年4月22日推出。惟電影《蠟筆小新：激戰！塗鴉王國與差不多四勇者》因應2019冠狀病毒病日本疫情而延遲上映，《愛你無限大》作為該電影主題曲亦一併延遲推出。最終，該歌曲於2020年9月11日推出，跟電影最終上映之日期一致。